# ГАЕС Lìyáng
ГАЕС Lìyáng (溧阳抽水蓄能电站) — гідроакумулювальна електростанція на сході Китаю, на межі провінцій Аньхой та Цзянсу.
Станція розташована на правобережжі нижньої течії Янцзи, в районі, де над рівниною деінде підносяться останні кряжі південних гір. Останнє надало можливість для створення гідроакумулювальної схеми зі значним (майже три сотні метрів) перепадом висот.
Нижній резервуар штучно створили впритул до південно-західного узбережжя озера Tianmu, з яким можливе сполучення через шлюз. Сховище оточене земляною дамбою заввишки до 13 метрів, має ємність у 13,4 млн м3 та коливання рівня поверхні в операційному режимі між позначками 0 та 19 метрів НРМ.
Більша частина породи, вибраної при створенні нижньої водойми, пішла на споруди верхнього резервуара, облаштованого на вершині кряжу далі на південний захід від Tianmu. Тут звели три кам'яно-накидні дамби з бетонним облицюванням заввишки 165, 60 та 52 метри, які утримують водойму з об'ємом 14,2 млн м3 та коливанням рівня поверхні в операційному режимі між позначками 254 та 291 метр НРМ.
Резервуари з'єднані між собою та з розташованим між ними машинним залом за допомогою двох тунельних трас загальною довжиною 2 км та 2,5 км. Кожна із них, зокрема, включає тунель від верхньої водойми діаметром 9,2 метра та тунель до нижнього резервуара діаметром 10 метрів.
Машинний зал споруджений у підземному виконанні та має розміри 220 × 24 метри при висоті 53 метри. Тут встановили шість оборотних турбін типу Френсіс потужністю по 250 МВт, які використовують напір від 227 до 290 метрів (номінальний напір 259 метрів) та забезпечують підйом на висоту від 239 до 298 метрів. Станція має проєктний річний виробіток на рівні 2007 млн кВт·год електроенергії при споживанні для зворотного закачування 2676 млн кВт·год.
Зв'язок з енергосистемою відбувається по ЛЕП, розрахованій на роботу під напругою 500 кВ.
Можливо також відзначити, що на протилежному березі озера Tianmu споруджена ще одна, значно менша гідроакумулювальна станція Шахе.